# Serkan İnan
Serkan İnan (Sundbyberg, 5 novembre 1986) è un cestista svedese con cittadinanza turca.

## Biografia
Anche il fratello minore, Erkan, è un cestista. I due hanno giocato insieme ai Solna Vikings dal 2013 al 2014 e successivamente all'AIK.

## Carriera
La carriera di Inan è iniziata con un paio d'anni ai Solna Vikings (2003-2005), prima di approdare in Turchia al Fenerbahçe con cui ha giocato 13 partite a 2,5 punti di media in 11,2 minuti a gara.
Ha continuato a giocare nel campionato turco anche nelle stagioni seguenti: nel 2006 ha firmato con l'Alpella, con cui disputerà due stagioni. Dopo aver trascorso la stagione 2008-2009 al Kepez Belediyesi, l'anno seguente veste i colori dell'Antalya. Il 1º dicembre 2010 si è accordato con l'Oyak Renault fino al termine della stagione.
Nel 2011 fa ritorno in Svezia, paese nel quale è nato, tornando ai Solna Vikings, ma nel gennaio seguente firma un nuovo contratto in Turchia, all'Hacettepe.
Rientrato a Stoccolma dopo la morte del padre, Inan entra nel roster degli Stockholm Eagles, formazione di fondazione serba all'esordio nella Svenska basketligan. Nell'agosto 2013 apre la sua terza parentesi personale ai Solna Vikings, ma in quella stagione ha disputato solo 6 partite più 3 di playoff, per via di un infortunio.
Dopo una stagione da 20 minuti e 7,5 punti a partita ai Solna Vikings, scende in terza serie per giocare nella polisportiva AIK, fondata nell'anno 1891 ma alla prima stagione cestistica della sua storia, conquistando la promozione in Superettan al termine del primo anno.